# بیلداستون
بیلداستون (به انگلیسی: Bildeston) یک روستا و محله مدنی در بریتانیا است که در Babergh واقع شده‌است. بیلداستون ۱٬۰۵۴ نفر جمعیت دارد.